# Categorie van verzamelingen
In de verzamelingenleer en de categorietheorie, deelgebieden van de wiskunde, is de categorie van verzamelingen aangeduid door Set, de categorie waarvan de objecten alle verzamelingen zijn en waarvan de morfismen allemaal een functie zijn. De categorie van verzamelingen is de meest basale en meest gebruikte categorie in de wiskunde. 
- S Mac Lane. Categories for the Working Mathematician, Categorieën voor de werkende wiskundige, 1997. ISBN 0-387-98403-8